# Alligny-Cosne
Alligny-Cosne is een gemeente in het Franse departement Nièvre (regio Bourgogne-Franche-Comté). De plaats maakt deel uit van het arrondissement Cosne-Cours-sur-Loire. De gemeente telde 922 inwoners op 1 januari 2022.

## Geografie
De oppervlakte van Alligny-Cosne bedroeg op 1 januari 2022 34,41 vierkante kilometer; de bevolkingsdichtheid was toen 26,8 inwoners per km².

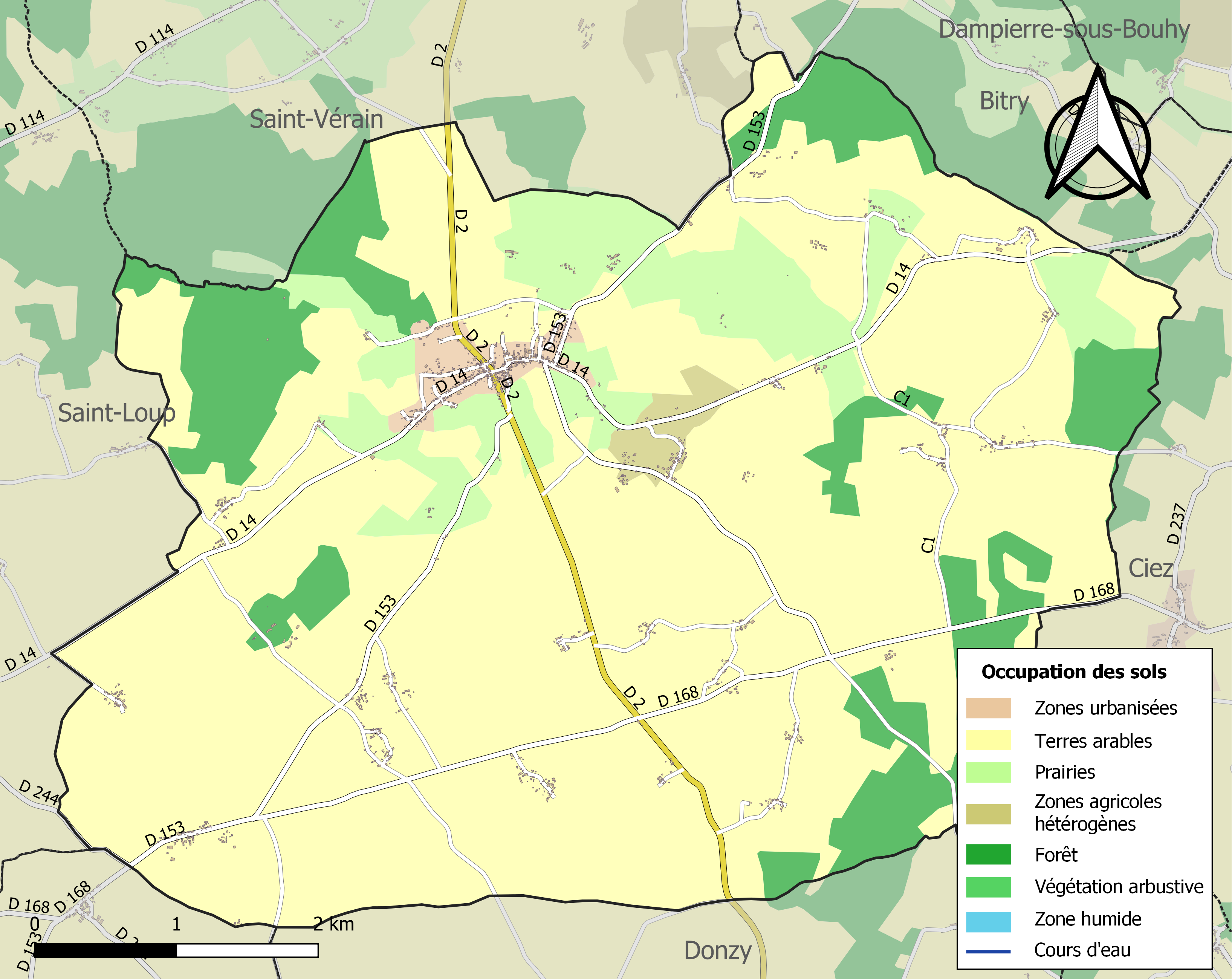
Kaart van de gemeente met de belangrijkste infrastructuur, bodemgebruik en omliggende gemeenten

## Demografie
Onderstaande figuur toont het verloop van het inwonertal (bron: INSEE-tellingen).